# Toucountouna
Toucountouna  ist eine Stadt, ein Arrondissement und eine 1600 km2 große Kommune in Benin. Sie liegt im Département Atakora. Das Arrondissement Toucountouna hatte bei der Volkszählung im Mai 2013 eine Bevölkerung von 16.330 Einwohnern, davon waren 7.938 männlich und 8.392 weiblich. Die gleichnamige Kommune hatte zum selben Zeitpunkt 39.779 Einwohner, davon waren 19.442 männlich und 20.337 weiblich.
Die beiden weiteren Arrondissements der Kommune sind Kouarfa und Tampégré. Kumuliert umfassen alle drei Arrondissements 30 Dörfer.

## Wissenswertes
Durch die Stadt führt die internationale Fernstraße RNIE3, auf der in nördlicher Richtung u. a. Tanguiéta, der Ort Porga mit dem Flugplatz Porga und kurz darauf Burkina Faso zu erreichen sind und in südlicher Richtung Natitingou mit dem gleichnamigen Flugplatz.